# Yoliswa Yako
Yoliswa Nomampondomise Yako (nascida em 22 de março de 1983) é uma política sul-africana do Cabo Oriental que actua como membro da Assembleia Nacional da África do Sul. Ela assumiu o cargo de MP em 3 de setembro de 2018. Yako foi anteriormente uma conselheira de relações públicas do Município Metropolitano de Nelson Mandela Bay e presidente do Comité de Contas Públicas do Município (MPAC). Yako é membro do Economic Freedom Fighters.

## Vida
Yako nasceu em 2 de março de 1983. Ela juntou-se ao Economic Freedom Fighters em 2014 e foi eleita vereadora do Município Metropolitano de Nelson Mandela Bay em agosto de 2016. Em 2018, foi eleita presidente da Comissão de Contas Públicas do Município (MPAC).

## Carreira parlamentar
Em 3 de setembro de 2018, Yako tomou posse como membro da Assembleia Nacional da África do Sul pela EFF, sucedendo a Vuyokazi Ketabahle. Ela foi designada para o Comité de Portefólio de Recursos Minerais. Yako foi eleita deputada por um mandato completo em maio de 2019. Em 27 de junho de 2019, ela recebeu as suas novas atribuições de comité.

### Atribuições de comité
- Comité de Portefólio de Comércio e Indústria[4]
- Comité de Portefólio de Educação Básica (Membro Suplente)[4]